# Eremocoris setosus
Eremocoris setosus är en halvingeart som beskrevs av Willis Blatchley 1926. Eremocoris setosus ingår i släktet Eremocoris och familjen Markskinnbaggar, Rhyparochromidae. Inga underarter finns listade i Catalogue of Life.